# Блан (Ендр)
Блан (фр. Blanc) насеље је и општина у централној Француској у региону Центар (регион), у департману Ендр која припада префектури Блан.
По подацима из 2011. године у општини је живело 6.960 становника, а густина насељености је износила 120,81 становника/km². Општина се простире на површини од 57,61 km². Налази се на средњој надморској висини од 120 метара (максималној 140 m, а минималној 72 m).

## Демографија
| 1962. | 1968. | 1975. | 1982. | 1990. | 1999. | 2011. |
| ----- | ----- | ----- | ----- | ----- | ----- | ----- |
| 6.402 | 6.767 | 8.024 | 7.769 | 7.361 | 6.998 | 6.960 |

График промене броја становника у току последњих година